# Langues du delta central
Les langues du delta central sont un sous-groupe de langues cross river parlées dans les États de Rivers et de Bayelsa au Nigeria. Elle compe l’abua-odual, l’ogbia, le kugbo, l’abureni, l’obulom, l’o’chi’chi, l’ogbogolo et l’ogbronuagum.